# Міські райони Загреба

Поділ Загреба на одиниці місцевого самоврядування другого рівня — місцеві комітети

Столиця Хорватії Загреб ділиться на 17 міських районів, які становлять перший рівень дворівневої системи самоврядування міста, де другий рівень складають місцеві комітети (хорв. mjesne odbore), на які поділяються міські райони.. Нинішній поділ на 17 міських районів було встановлено Статутом міста Загреба 14 грудня 1999 року.
Міський район (хорв. gradska četvrt) — це форма місцевого самоврядування, яка створюється для території, що являє географічну, економічну та соціальну цілість, пов’язану спільними інтересами громадян. Міський район є юридичною особою, яка має власні органи.
Сфера дії, повноваження та керівні органи міських районів регулюються Статутом міста Загреба відповідно до положень закону, що стосується місцевого самоврядування в місцевих комітетах..
Міський район поряд із місцевим комітетом є формою місцевого самоврядування Загреба, за допомогою якого громадяни беруть участь у розв'язанні питань, що належать до сфери самоврядування міста, та місцевих справ, що безпосередньо і щоденно впливають на їхнє життя і роботу. 
Місцеві комітети в місті Загреб створюються для окремих частин міського району, окремого поселення або кількох взаємопов’язаних менших населених пунктів чи частини більшого населеного пункту, яка співвідносно з іншими частинами утворює окрему одиницю. Із загальної кількості 218 місцевих комітетів 147 було створено для певних частин Загреба і 12 — для частин селища Сесвете. На територіях решти 68 офіційних поселень (місцевостей) у межах Загреба загалом засновано 59 місцевих комітетів.

## Керівні органи
Міським районом керує рада міського району (хорв. vijeće gradske četvrti), яку очолює голова ради (хорв. predsjednik vijeća).
Ради міських районів налічують від 11 до 19 членів, залежно від кількості жителів відповідного міського району, а саме:
- 11 членів у міському районі з чисельністю до 30000 жителів (Брезовиця, Подслєме)
- 15 членів у міському районі з 30—50 тис. мешканців (Чрномерець, Нижня Дубрава, Нижнє місто, Верхнє місто — Медвещак, Максимир, Новий Загреб-Захід, Подсусед-Врапче, Стенєвець, Трнє)
- 19 членів у міському районі з понад 50 000 жителів (Верхня Дубрава, Новий Загреб-Схід, Пещениця-Житняк, Сесвете, Трешнєвка-Північ, Трешнєвка-Південь)

Членів ради міського району обирають містяни з відповідного району на основі загального виборчого права на прямих виборах шляхом таємного голосування. Строк повноважень депутатів ради міського району становить чотири роки.
Рада міського району самостійно приймає регламент міського району, ухвалює фінансовий план і звіт, приймає рішення щодо розпоряджання майном міського району, ухвалює план дрібних комунальних дій (будівництво, облаштування та обслуговування малих об'єктів комунальної інфраструктури та малих громадських споруд, покликаних покращувати комунальні стандарти громадян) і визначає пріоритетність їхньої реалізації, обирає голову ради і його заступника, скликає місцеві збори громадян, організовує та здійснює цивільний захист на своїй території, координує роботу місцевих комітетів, ухвалює програму роботи та звіт про роботу, приймає правила внутрішнього розпорядку, співпрацює з іншими міськими районами Загреба, особливо із суміжними, співробітничає з асоціаціями на його території з питань, що цікавлять громадян даного району, тощо. Також рада міського району пропонує концепцію розвитку своєї території в рамках плану розвитку міста Загреба, розробляє важливі для ввіреної їй території рішення у процедурах складання і прийняття документів щодо просторового та іншого планування та їх реалізації, стежить за станом комунальної інфраструктури на своїй території та пропонує програми розвитку комунальної інфраструктури, дбає про благоустрій населених пунктів, якість житлового господарства, комунальних об'єктів, інфраструктури і надання комунальних та інших побутових послуг, що мають значення для міського району, турбується про задоволення потреб мешканців у галузі дошкільного виховання, освіти, громадського здоров'я, соціального захисту, культури, технічної грамотності та спорту, що мають значення для міського району, пропонує та відстежує заходи й дії щодо охорони і поліпшення довкілля та покращення умов життя, пропонує заходи після розгляду стану безпеки та захисту людей, майна та благ на своїй території, пропонує заходи щодо ефективнішої роботи комунальних служб, висуває пропозиції зі створення закладів догляду за дітьми дошкільного віку, освіти, охорони здоров'я, соціального забезпечення, культури, технічної грамотності та спорту, наглядає за роботою таких закладів, створених задля задоволення потреб жителів на своїй території, та пропонує заходи щодо поліпшення їхньої роботи, пропонує назви вулиць, зон громадського транспорту, парків, спортивних майданчиків, шкіл, дитсадків, закладів культури та всіх інших об'єктів на своїй території, може вносити пропозиції щодо територій місцевих комітетів у своєму районі, пропонує зміни території міського району або місцевих комітетів у своєму районі, пропонує кандидатів на посади присяжних засідателів.
Рада міського району виконує також інші завдання, довірені їй міською скупщиною зі сфери самоврядування міста Загреба, які мають вагу для даного міського району.
Рада району може провести засідання, якщо на ньому присутня більшість її членів, ухвалюючи рішення більшістю голосів присутніх членів. Регламент міського району, фінансовий план та підсумковий звіт, рішення про розпорядження майном, план дрібних комунальних дій, внутрішній розпорядок ради міського району та рішення про обрання голови і заступника ради ухвалюються більшістю всіх членів.

### Голова ради
Рада міського району шляхом таємного голосування обирає голову ради та одного заступника голови ради з її складу терміном на чотири роки.
Голова ради міського району представляє міський район та його раду, скликає сесії ради, пропонує порядок денний, головує на засіданнях ради та підписує правові акти ради, виконує та забезпечує виконання рішень ради і звітує про виконання цих рішень, співпрацює з міським головою і головою міської скупщини, опікується виконанням актів, пов'язаних із роботою міського району, бере участь у проведенні заходів цивільного захисту, інформує громадян із питань, важливих для міського району, узгоджує роботу голів місцевих комітетів відповідного міського району.
Голова ради міського району підзвітний у своїй роботі раді міського району, а за виконання завдань, що входять до компетенції самоврядування міста Загреба, делегованих раді міського району міською скупщиною, звітує перед міським головою.

## Список районів
| Порядковий № | Назва                                                 | Зображення | Площа (км²) | Населення (за роками перепису) | Населення (за роками перепису) | Густота населення (ос./км²) на 2011 рік | Координати                                                              | Нац. склад (2011)                                                                  | Карта | Прим.         |
| Порядковий № | Назва                                                 | Зображення | Площа (км²) | 2001                           | 2011                           | Густота населення (ос./км²) на 2011 рік | Координати                                                              | Нац. склад (2011)                                                                  | Карта | Прим.         |
| ------------ | ----------------------------------------------------- | ---------- | ----------- | ------------------------------ | ------------------------------ | --------------------------------------- | ----------------------------------------------------------------------- | ---------------------------------------------------------------------------------- | ----- | ------------- |
| 1            | Нижнє місто хорв. Donji grad                          |            | 3,01        | 48 000                         | 37 024                         | 12 341                                  | 45°48′30″ пн. ш. 15°58′34″ сх. д. / 45.808333° пн. ш. 15.976111° сх. д. | хорвати — 92,43 % серби — 2,27 %                                                   |       | [ 7 ] [ 8 ]   |
| 2            | Верхнє місто — Медвещак хорв. Gornji grad - Medveščak |            | 10,13       | 38 195                         | 30 962                         | 3096                                    | 45°49′42″ пн. ш. 15°58′46″ сх. д. / 45.828247° пн. ш. 15.979356° сх. д. | хорвати — 92,37 % серби — 1,79 %                                                   |       | [ 9 ] [ 10 ]  |
| 3            | Трнє хорв. Trnje                                      |            | 7,37        | 49 788                         | 42 282                         | 6040                                    | 45°47′41″ пн. ш. 15°58′45″ сх. д. / 45.794803° пн. ш. 15.979206° сх. д. | хорвати — 89,42 % серби — 4,14 % босняки — 1,15 %                                  |       | [ 11 ] [ 12 ] |
| 4            | Максимир хорв. Maksimir                               |            | 14,35       | 52 147                         | 48 902                         | 3493                                    | 45°49′56″ пн. ш. 16°01′11″ сх. д. / 45.832156° пн. ш. 16.019858° сх. д. | хорвати — 94,09 % серби — 1,74 %                                                   |       | [ 13 ] [ 14 ] |
| 5            | Пещениця-Житняк хорв. Peščenica - Žitnjak             |            | 35,26       | 60 238                         | 56 487                         | 1614                                    | 45°47′36″ пн. ш. 16°02′54″ сх. д. / 45.793442° пн. ш. 16.048461° сх. д. | хорвати — 86,99 % серби — 3,41 % босняки — 3,17 % цигани — 2,01 % албанці — 1,05 % |       | [ 15 ] [ 16 ] |
| 6            | Новий Загреб-Схід хорв. Novi Zagreb - istok           |            | 16,54       | 67 753                         | 59 055                         | 3474                                    | 45°46′26″ пн. ш. 15°59′27″ сх. д. / 45.773764° пн. ш. 15.990944° сх. д. | хорвати — 91,38 % серби — 4,08 %                                                   |       | [ 17 ] [ 18 ] |
| 7            | Новий Загреб-Захід хорв. Novi Zagreb - zapad          |            | 62,59       | 50 232                         | 58 103                         | 922                                     | 45°46′07″ пн. ш. 15°57′10″ сх. д. / 45.768653° пн. ш. 15.952889° сх. д. | хорвати — 93,21 % серби — 2,37 % босняки — 1,16 %                                  |       | [ 19 ] [ 20 ] |
| 8            | Трешнєвка-Північ хорв. Trešnjevka - sjever            |            | 5,83        | 59 432                         | 55 425                         | 9238                                    | 45°48′02″ пн. ш. 15°55′36″ сх. д. / 45.800503° пн. ш. 15.926711° сх. д. | хорвати — 92,82 % серби — 2,22 % босняки — 1,01 %                                  |       | [ 21 ] [ 22 ] |
| 9            | Трешнєвка-Південь хорв. Trešnjevka - jug              |            | 9,84        | 73 563                         | 66 674                         | 6667                                    | 45°47′33″ пн. ш. 15°54′22″ сх. д. / 45.792553° пн. ш. 15.906111° сх. д. | хорвати — 92,47 % серби — 3,17 % босняки — 1,00 %                                  |       | [ 23 ] [ 24 ] |
| 10           | Чрномерець хорв. Črnomerec                            |            | 24,33       | 40 011                         | 38 546                         | 1606                                    | 45°49′57″ пн. ш. 15°56′18″ сх. д. / 45.832531° пн. ш. 15.938308° сх. д. | хорвати — 95,13 % серби — 1,43 %                                                   |       | [ 25 ] [ 26 ] |
| 11           | Верхня Дубрава хорв. Gornja Dubrava                   |            | 40,27       | 62 997                         | 61 841                         | 1546                                    | 45°50′28″ пн. ш. 16°03′20″ сх. д. / 45.841125° пн. ш. 16.055661° сх. д. | хорвати — 95,00 % серби — 1,55 %                                                   |       | [ 27 ] [ 28 ] |
| 12           | Нижня Дубрава хорв. Donja Dubrava                     |            | 10,82       | 36 703                         | 36 363                         | 3306                                    | 45°49′34″ пн. ш. 16°03′04″ сх. д. / 45.826214° пн. ш. 16.051219° сх. д. | хорвати — 93,96 % серби — 1,59 % босняки — 1,50 %                                  |       | [ 29 ] [ 30 ] |
| 13           | Стенєвець хорв. Stenjevec                             |            | 12,18       | 42 052                         | 51 390                         | 4283                                    | 45°48′19″ пн. ш. 15°52′39″ сх. д. / 45.805381° пн. ш. 15.877539° сх. д. | хорвати — 93,58 % серби — 2,05 % босняки — 1,23 %                                  |       | [ 31 ] [ 32 ] |
| 14           | Подсусед-Врапче хорв. Podsused - Vrapče               |            | 36,05       | 43 136                         | 45 759                         | 1271                                    | 45°49′17″ пн. ш. 15°52′24″ сх. д. / 45.821486° пн. ш. 15.873464° сх. д. | хорвати — 95,34 % серби — 1,27 %                                                   |       | [ 33 ] [ 34 ] |
| 15           | Подслєме хорв. Podsljeme                              |            | 59,44       | 17 920                         | 19 165                         | 319                                     | 45°51′41″ пн. ш. 15°58′59″ сх. д. / 45.861475° пн. ш. 15.982919° сх. д. | хорвати — 97,23 %                                                                  |       | [ 35 ] [ 36 ] |
| 16           | Сесвете хорв. Sesvete‎                                 |            | 165,25      | 59 951                         | 70 009                         | 424                                     | 45°49′37″ пн. ш. 16°06′40″ сх. д. / 45.827081° пн. ш. 16.111183° сх. д. | хорвати — 95,96 %                                                                  |       | [ 37 ] [ 38 ] |
| 17           | Брезовиця хорв. Brezovica                             |            | 127,39      | 10 941                         | 12 030                         | 95                                      | 45°42′56″ пн. ш. 15°55′14″ сх. д. / 45.715581° пн. ш. 15.920606° сх. д. | хорвати — 97,32 %                                                                  |       | [ 39 ] [ 40 ] |
|              |                                                       | Усього     | 641         | 813059                         | 790017                         | 1232                                    |                                                                         |                                                                                    |       |               |